# Philipp Schoch
Philipp Schoch (ur. 12 października 1979 w Winterthur) – szwajcarski snowboardzista, dwukrotny mistrz olimpijski i dwukrotny wicemistrz świata.

## Kariera
W Pucharze Świata zadebiutował 2 grudnia 2000 roku w Ischgl, gdzie zajął siódme miejsce w gigancie równoległym (PGS). Tym samym już w swoim debiucie wywalczył pierwsze pucharowe punkty. Na podium zawodów pucharowych po raz pierwszy stanął 30 października 2002 roku w Sölden, kończąc rywalizację w slalomie równoległym (PSL) na drugiej pozycji. W zawodach tych rozdzielił Francuza Mathieu Bozzetto i Austriaka Haralda Waldera. Łącznie 26 razy stawał na podium zawodów PŚ, odnosząc przy tym piętnaście zwycięstw (10 w PGS i 5 w PSL). Najlepsze wyniki osiągnął w sezonie 2005/2006, kiedy to zajął drugie miejsce w klasyfikacji generalnej i klasyfikacji PAR. Ponadto w sezonie 2004/2005 triumfował w klasyfikacji PAR.
Podczas igrzysk olimpijskich w Salt Lake City w 2002 roku wywalczył złoty medal w gigancie równoległym. Wyprzedził tam Richarda Richardssona ze Szwecji i Chrisa Kluga z USA. Tytuł mistrzowski obronił cztery lata później, wygrywając na igrzyskach w Turynie. Tym razem pokonał swego starszego brata,  Simona i Austriaka Siegfrieda Grabnera. Został tym samym pierwszym snowboardzistą w historii, który wywalczył dwa złote medale olimpijskie. Brał też udział w igrzyskach olimpijskich w Soczi w 2014 roku, gdzie w PSL został zdyskwalifikowany, a rywalizację w PGS ukończył na dwunastej pozycji. Na mistrzostwach świata w Arosie w 2007 roku wywalczył srebrne medale w obu konkurencjach równoległych. W slalomie przegrał tylko ze swym bratem, a w gigancie lepszy był Rok Flander ze Słowenii. Był też między innymi piąty w PSL podczas mistrzostw świata w Whistler w 2005 roku. Nigdy nie wystąpił na mistrzostwach świata juniorów.
W 2014 roku zakończył karierę.

## Osiągnięcia

### Igrzyska olimpijskie
| Miejsce | Dzień     | Rok  | Miejscowość    | Konkurencja       | Zwycięzca |
| ------- | --------- | ---- | -------------- | ----------------- | --------- |
| 1.      | 15 lutego | 2002 | Salt Lake City | Gigant równoległy | -         |
| 1.      | 22 lutego | 2006 | Turyn          | Gigant równoległy | -         |

### Mistrzostwa Świata
| Miejsce | Dzień       | Rok  | Miejscowość          | Konkurencja       | Zwycięzca          |
| ------- | ----------- | ---- | -------------------- | ----------------- | ------------------ |
| 18.     | 22 stycznia | 2001 | Madonna di Campiglio | Gigant            | Jasey-Jay Anderson |
| DNS     | 24 stycznia | 2001 | Madonna di Campiglio | Gigant równoległy | Nicolas Huet       |
| 24.     | 26 stycznia | 2001 | Madonna di Campiglio | Slalom równoległy | Gilles Jaquet      |
| 10.     | 13 stycznia | 2003 | Kreischberg          | Gigant równoległy | Dejan Košir        |
| 10.     | 14 stycznia | 2003 | Kreischberg          | Slalom równoległy | Siegfried Grabner  |
| 27.     | 18 stycznia | 2005 | Whistler             | Gigant równoległy | Jasey-Jay Anderson |
| 5.      | 19 stycznia | 2005 | Whistler             | Slalom równoległy | Jasey-Jay Anderson |
| 2.      | 16 stycznia | 2007 | Arosa                | Gigant równoległy | Rok Flander        |
| 2.      | 17 stycznia | 2007 | Arosa                | Slalom równoległy | Simon Schoch       |
| 43.     | 19 stycznia | 2011 | La Molina            | Gigant równoległy | Benjamin Karl      |
| 10.     | 25 stycznia | 2013 | Stoneham             | Gigant równoległy | Benjamin Karl      |

### Puchar Świata

#### Miejsca w klasyfikacji generalnej
- sezon 2000/2001: 101.
- sezon 2001/2002: -
- sezon 2002/2003: -
- sezon 2003/2004: -
- sezon 2004/2005: -
- sezon 2005/2006: 2.
- sezon 2006/2007: 24.
- sezon 2007/2008: 220.
- sezon 2009/2010: 167.
- sezon 2010/2011: 49.
  - PAR[2]
- sezon 2011/2012: 24.
- sezon 2012/2013: 13.
- sezon 2013/2014: 23.

#### Zwycięstwa w zawodach
1. Stoneham – 20 grudnia 2002 (gigant równoległy)
2. Sölden – 17 października 2004 (gigant równoległy)
3. Kronplatz – 4 grudnia 2004 (gigant równoległy)
4. Bad Gastein – 17 grudnia 2004 (slalom równoległy)
5. Maribor – 1 lutego 2005 (gigant równoległy)
6. Winterberg – 6 lutego 2005 (slalom równoległy)
7. Sapporo – 19 lutego 2005 (slalom równoległy)
8. Sungwoo – 25 lutego 2005 (slalom równoległy)
9. Lake Placid – 3 marca 2005 (gigant równoległy)
10. Sierra Nevada – 12 marca 2005 (slalom równoległy)
11. Tandådalen – 16 marca 2005 (gigant równoległy)
12. Le Relais – 17 grudnia 2005 (gigant równoległy)
13. Kreischberg – 8 stycznia 2006 (gigant równoległy)
14. Kronplatz – 15 stycznia 2006 (gigant równoległy)
15. Lake Placid – 9 marca 2006 (gigant równoległy)

#### Pozostałe miejsca na podium w zawodach
1. Sölden – 30 października 2002 (slalom równoległy) – 2. miejsce
2. Bad Gastein – 5 stycznia 2003 (slalom równoległy) – 2. miejsce
3. L’Alpe d’Huez – 10 stycznia 2004 (gigant równoległy) – 2. miejsce
4. Petersburg – 7 stycznia 2005 (slalom równoległy) – 3. miejsce
5. Bardonecchia – 9 lutego 2005 (gigant równoległy) – 3. miejsce
6. Sapporo – 18 lutego 2005 (gigant równoległy) – 2. miejsce
7. Le Relais – 18 grudnia 2005 (gigant równoległy) – 2. miejsce
8. Petersburg – 3 marca 2006 (slalom równoległy) – 3. miejsce
9. Sölden – 22 października 2006 (gigant równoległy) – 3. miejsce
10. Bad Gastein – 20 grudnia 2006 (slalom równoległy) – 3. miejsce
11. La Molina – 16 marca 2013 (gigant równoległy) – 3. miejsce

- W sumie 15 zwycięstw, 5 drugich i 6 trzecich miejsc.